# Anatoli Lopata
Anatoliy Lopata (en ukrainien : Анатолій Васильович Лопата, né le 23 mars 1940 à Makariv) est un général ukrainien qui occupait le poste de chef d'état-major de l'armée d'Ukraine.

## Carrière
Colonel général en 1992.
Il fut vice ministre de la Défense en 1993 à 1996.